# Hednota demissalis
Hednota demissalis là một loài bướm đêm trong họ Crambidae.